# Galatasaray Spor Kulübü Basketbol
Il Galatasaray Spor Kulübü Basketbol è una società cestistica turca, parte della polisportiva del Galatasaray Spor Kulübü, avente sede a Istanbul. Fondata nel 1911, gioca nel campionato turco.
Il club è uno dei più prestigiosi di Turchia. Dopo i fasti del passato la società sta tornando ad alti livelli, come dimostra la partecipazione all'Eurolega nella stagione 2011-2012. Nella stagione 2015/2016 coglie il suo primo successo europeo, alzando al cielo l'Eurocup davanti al pubblico di casa, dopo aver superato il SIG Strasburgo nella finale con formula andata e ritorno. Il club entra nella storia come il terzo club turco ad alzare una coppa europea, il primo a vincere l'Uleb Eurocup.
Disputa le partite interne nella Abdi İpekçi Arena, che ha una capacità di 12.500 spettatori.

## Roster 2021-2022
Aggiornato al 4 dicembre 2021.
| Galatasaray Spor Kulübü Basketbol 2021-22 | Galatasaray Spor Kulübü Basketbol 2021-22 |
| Giocatori                                 | Staff tecnico                             |
| ----------------------------------------- | ----------------------------------------- |

| N. | Naz.                                                  | Ruolo | Nome                   | Anno | Alt.   | Peso   |  |
| -- | ----------------------------------------------------- | ----- | ---------------------- | ---- | ------ | ------ |  |
| 0  | Turchia (bandiera)                                    | G     | Acar Şen               | 2003 | 193 cm |        |  |
| 1  | Stati Uniti (bandiera) · Bulgaria (bandiera)          | P     | Dee Bost               | 1989 | 188 cm | 80 kg  |  |
| 3  | Stati Uniti (bandiera)                                | P     | Melo Trimble           | 1995 | 191 cm | 88 kg  |  |
| 6  | Turchia (bandiera)                                    | AG    | Sadık Emir Kabaca      | 2000 | 208 cm | 98 kg  |  |
| 7  | Turchia (bandiera)                                    | G     | Ridvan Öncel           | 1997 | 192 cm | 87 kg  |  |
| 9  | Turchia (bandiera)                                    | P     | Eray Aydoğan           | 2000 | 187 cm | 85 kg  |  |
| 11 | Turchia (bandiera)                                    | AG    | Ege Arar               | 1996 | 208 cm | 104 kg |  |
| 12 | Turchia (bandiera)                                    | G     | Canberk Kuş            | 1996 | 198 cm | 94 kg  |  |
| 13 | Turchia (bandiera)                                    | AP    | Okben Ulubay           | 1996 | 201 cm | 86 kg  |  |
| 24 | Stati Uniti (bandiera)                                | AG    | Kerry Blackshear       | 1997 | 208 cm | 109 kg |  |
| 44 | Stati Uniti (bandiera) · Trinidad e Tobago (bandiera) | GA    | DeVaughn Akoon-Purcell | 1993 | 196 cm | 91 kg  |  |
| 45 | Stati Uniti (bandiera)                                | AC    | David Kravish          | 1992 | 208 cm | 109 kg |  |
| 61 | Turchia (bandiera)                                    | G     | Göksenin Köksal (C)    | 1991 | 197 cm | 93 kg  |  |
|    | Stati Uniti (bandiera)                                | P     | Isaiah Canaan          | 1991 | 183 cm | 91 kg  |  |

| Allenatore |
| - Ekrem Memnun |
| Assistente/i |
| - Tulüay Demirkuş - Gökhan Turan - Ümit Temoçin - Cenk Akyol Legenda - (C) Capitano - (IN) Inattivo - Infortunato Roster |

## Palmarès
- Campionato turco: 16

1947, 1948, 1949, 1950, 1953, 1955, 1956, 1960, 1963, 1964, 1966, 1968-69, 1984-85, 1985-86, 1989-90, 2012-13
- Coppa di Turchia: 3

1970, 1972, 1995
- Coppa del Presidente: 2

1985, 2011
- Eurocup: 1

2015-16